# Endotelina
Endotelina (ET) 

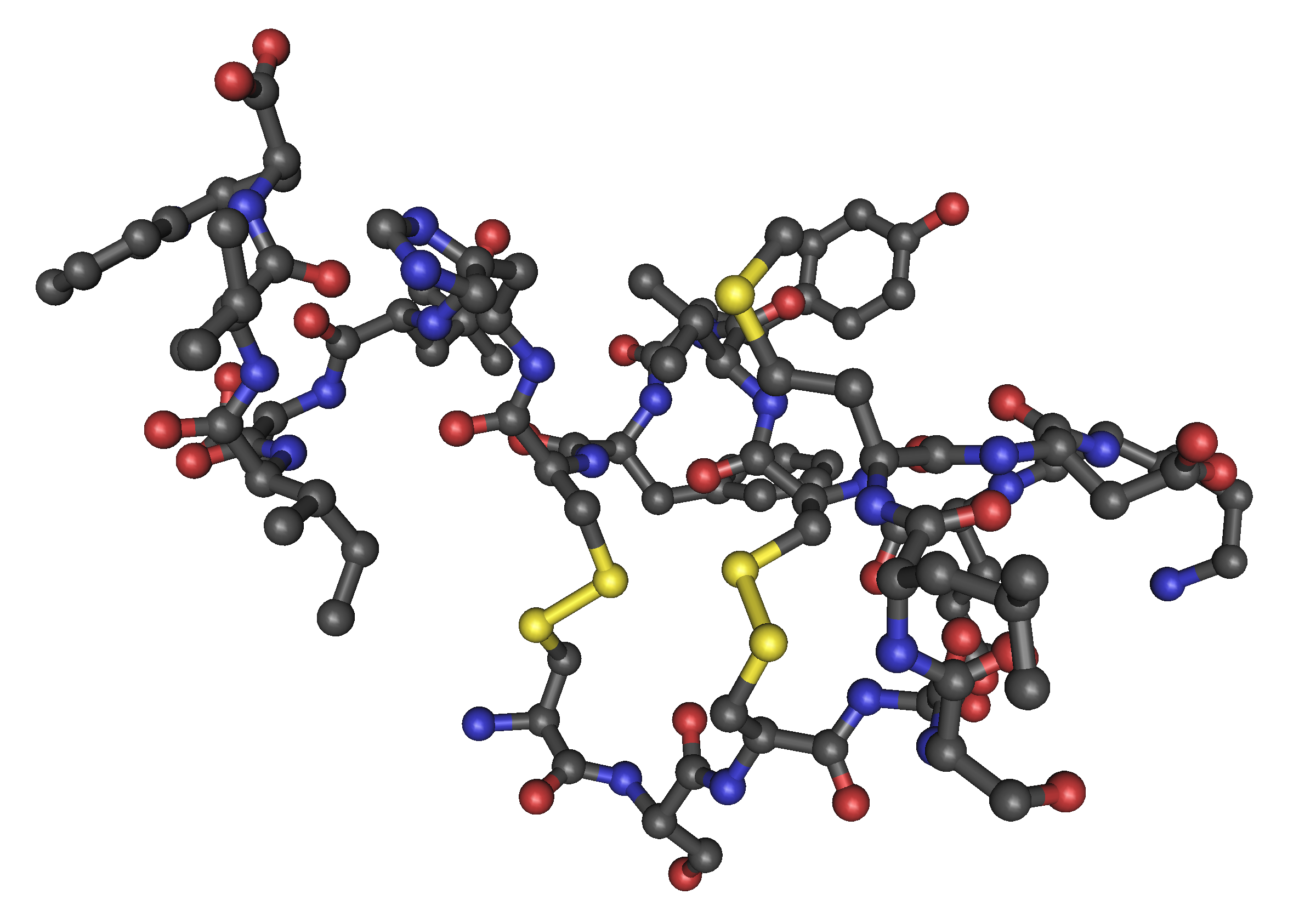
Representación del péptido de la Endotelina en 3D.

Las endotelinas (ET) son potentes agentes presores endógenos, secretadas por diferentes tejidos y células del organismo. Químicamente son péptidos. La familia de las endotelinas (ET), está constituida por tres isoformas: endotelina–1 (ET–1), endotelina–2 (ET–2) y endotelina–3 (ET–3).
La endotelina-1 es conocida por ser el agente vasoconstrictor fisiológico más potente. Las tres isoformas están constituidas por 21 aminoácidos con cuatro residuos de cisteína, estableciendo dos puentes intramoleculares de disulfuro, formando una estructura semicónica. Los puentes de disulfuro y el dominio carboxiterminal son cruciales, tanto para la unión de las endotelinas con su receptor específico como para conservar su actividad biológica.

## Historia
En 1985, Hickey detectó un factor causante de la contracción de músculo liso secretado por el endotelio vascular. En 1988, Yanagisawa, aisló una sustancia de propiedades vasoactivas que identificaron como endotelina (ET), siendo el primero en determinar la estructura molecular del péptido de 21 aminoácidos (ET) a partir del sobrenadante de cultivo de células endoteliales de aorta porcina. Hoy se ha determinado que las endotelinas son una familia de péptidos de 21 aminoácidos integrada por ET–1, ET–2, ET–3, con una estructura peptídica muy similar.

## Descripción
La endotelina (ET-1), es la más estudiada,  un potente vasoconstrictor y estimulante del crecimiento del músculo liso, es sintetizada por el endotelio vascular en respuesta a una serie de factores dentro de los que encontramos la angiotensina II, la insulina, la hipoxia y las disminuciones severas de la presión, aunque también es sintetizada por células de músculo liso vascular, es proinflamatoria, profibrosis y tiene acción potencialmente mitógena. Es un importante factor en la regulación del tono vascular y participa en la remodelación vascular. Estos efectos son mediados a través de dos tipos de receptores, ETA y ETB
La ET–1 ejerce una acción vasoconstrictora y proliferativa sobre las células de músculo liso vascular. Promueve la producción de fibroblastos, modula la síntesis de la matriz extracelular, causa hipertrofia de las células de músculo liso vascular, afecta la permeabilidad vascular, interviene en la inflamación y es estimulante del sistema nervioso simpático.
La ET–2 es producida primariamente en el riñón y en el intestino por células aún no identificadas, asimismo, es producida por la placenta, útero y miocardio. 
La ET–3 es la de menor efecto vasoconstrictor y se produce en cerebro, vías digestivas y en menor proporción en pulmones y riñón. El precursor ácido ribonucleico mensajero (RNAm) de ET–1 se ha detectado en el sistema nervioso central (SNC) en pulmones, ríñones, páncreas y en el bazo.

## Funciones
Hay aumento de evidencias de que las endotelinas podrían tener una participación central en el daño de órganos blanco que acompaña a la hipertensión arterial severa y de que el efecto de la endotelina en la patogenia de la hipertensión podría basarse en las complejas interacciones endotelina-sistema renina-angiotensina-óxido nítrico; se cree que podrían jugar un rol en la patogenia de la hipertrofia vascular. El tono vascular, tanto en la normotensión como en la hipertensión, depende probablemente de un balance entre factores vasodilatadores y vasoconstrictores.
Dado el aumento de expresión del ARN para endotelina en vasos de hipertensos severos, sal sensibles, y en pacientes con preeclampsia, probablemente jueguen un papel en la hipertrofia vascular que se encuentra exacerbada en esas situaciones clínicas.
Se ha demostrado también un aumento en la síntesis renal de ET-1 en las enfermedades renales crónicas que cursan con proteinuria.

## Estructura
La ET-1 actúa sobre dos tipos de receptores: A y B (ET-A y ET-B). El receptor ET-A se encuentra en el músculo liso y media el efecto vasoconstrictor, presor y miogénico de la ET-1. Es un receptor ligado a las proteínas G que, al recibir al agonista, genera IP3, DAG y, sobre todo, aumento del Ca iónico intracelular, segundos mensajeros que causarán el efecto. El receptor ET-B que se encuentra en endotelios, produce liberación de óxido nítrico y prostaciclina.

## Receptores a endotelina
Los receptores ETA están localizados principalmente en el músculo liso vascular y son responsables de inducir la proliferación celular y vasoconstricción. Los receptores ETB están presentes en las células endoteliales y son mediadores de la relajación vascular por activación de la producción de óxido nítrico y prostaciclina, además, intervienen en la depuración de la ET–1. El sistema endotelina está involucrado esencialmente con la hipertensión arterial sistémica, hipertensión pulmonar, aterosclerosis, reestenosis coronaria, falla cardíaca, cardiomiopatías e insuficiencia
La respuesta inducida por endotelina puede ser dividida dentro de dos grandes grupos de acuerdo con el orden de la potencia farmacológica de los tres isopéptidos.
El primer grupo de respuesta incluye vasoconstricción, broncoconstricción, contracción de músculo liso uterino y secreción de aldosterona. El segundo grupo incluye vasorrelajación e inhibición de agregación plaquetaria dependiente de endotelina. En el primer grupo, ET–1 y ET–2 actúan como el extremo agonista más potente que ET–3, y en el segundo grupo los tres isopéptidos tienen igual potencia. 
Estas observaciones sugieren que existen cuando menos dos distintos tipos de receptores a endotelina que medían estos dos distintos grupos de respuesta farmacológica. Diferentes reportes en la literatura de experimentos de reacción cruzada y estudios de unión con endotelinas marcadas en varios tejidos proveen la evidencia bioquímica de la existencia de dos diferentes tipos de receptores a ET.

## Efectos biológicos: endotelina–1
En adultos sanos los niveles de endotelina en plasma son bajos (1–2 pg/mL). La ET–1 no es una hormona circulante, sino que actúa como un factor autocrino/paracrino en múltiples sitios. 
La ET–1 y el receptor ETA probablemente, tienen un papel en el mantenimiento basal del tono vasomotor y de la presión sanguínea en los humanos. Por otro lado, la ET–1 es un mitógeno directo de células de músculo liso que actúa por activación de ambos receptores (ETA–ETB) y estimula, a su vez, la producción de citocinas y factores de crecimiento. También induce la formación de proteínas de la matriz extracelular y fibronectina, y potencia el efecto del factor de crecimiento transformante–beta (TGF–b) y del factor de crecimiento derivado de plaquetas (PDGF) . 
El efecto en la producción de colágena es mediada por ambos receptores, ETAy ETB, y en fibroblastos de piel. No así, en fibroblastos cardíacos el mediador son los receptores ETB. La ET–1 también posee una potente acción proinflamatoria.  De otra parte, induce agregación plaquetaria y estimula la producción de aldosterona por un mecanismo mediado por receptores ETB.

## Antagonista de endotelina–1 como agente terapéutico
El sistema endotelina ha sido bloqueado a través de la inhibición de la enzima convertidora de endotelina (ECE) y por el uso de antagonistas de ET–1 que bloquean a los receptores. La inhibición de la ECE reduce la síntesis de ET–1. La vía más eficiente para inhibir el sistema endotelina es el uso de antagonistas a receptores de ET que pueden bloquear únicamente a los receptores ETA, o aquellos antagonistas que bloquean ambos receptores ETA/ETB. Actualmente se utilizan diferentes compuestos peptídicos y no peptídicos para bloquear a los receptores del sistema endotelina. Estos antagonistas han sido probados, tanto en modelos experimentales como en pacientes con HAP.